# Julie Debazac
Julie Debazac est une actrice française née le 4 octobre 1972.

## Biographie

### Formation
Julie Debazac a suivi des cours de danse classique, de jazz, et de théâtre à Nice puis elle entre au Cours Florent et à l’École de Chaillot.

### Carrière
Julie Debazac commence sa carrière d'actrice dans un épisode de la série Placé en garde à vue puis enchaîne plusieurs rôles notamment dans des téléfilms au côté de Michèle Laroque, Pierre Arditi, Jacques Weber, Anny Duperey…
Elle joue également dans l'épisode 2 de la saison 1 de la série Les Bœuf-carottes avec Jean Rochefort, Philippe Caroit, Astrid Veillon…, Sonia, dans lequel elle est l'héroïne principale.
Au cinéma, elle fait sa première apparition en tant que figurante dans La Belle Histoire de Claude Lelouch en 1990. Elle joue dans Une journée de merde avec Richard Berry. En 1998, elle obtient le rôle de Caroline Varennes, jeune avocate débutante, dans une toute nouvelle série télévisée : Avocats et Associés. Elle tiendra ce rôle dans les 40 premiers épisodes, de 1998 à 2002.
Parallèlement, elle continue à tourner dans plusieurs films et téléfilms, comme Les Insaisissables en 1999 et le feuilleton Un été de canicule avec Charlotte de Turckheim, Anthony Delon, Frédéric Gorny et Lisa Martino.
Depuis 2019, elle joue le rôle d'Aurore Jacob dans la série Demain nous appartient sur TF1.
Au théâtre, Julie Debazac interprète des pièces classiques et contemporaines : 3 sœurs + 1 d' Anton Tchekhov dans une mise en scène de Thierry Harcourt, Créanciers d'August Strindberg dans une mise en scène de Philippe Calvario, Le Libertin d’Éric-Emmanuel Schmitt, mise en scène par Bernard Murat, La légèreté française de Nicolas Bréhal...
Elle reçoit deux prix pour ses lectures de livres audios enregistrés à la Bibliothèque des voix : le Coup de cœur 2006 de l'Académie Charles Cros pour la nouvelle Stella d'Anaïs Nin, ainsi que le Prix du Public 2018, dans la catégorie Littérature classique, de l'association La Plume de Paon, pour La Dame au petit chien, suivie de La fiancée d'Anton Tchekhov.

## Filmographie
Sauf indication contraire, les informations mentionnées dans cette section peuvent être confirmées par la base de données cinématographiques IMDb,  présente dans la section « Liens externes ».

### Cinéma
- 1990 : La Belle Histoire de Claude Lelouch
- 1998 : Heurts divers, court métrage de Florence Rauscher
- 1999 : Une journée de merde de Miguel Courtois : Ingrid
- 1999 : Les Insaisissables de Christian Gion : Olivia
- 2001 : Heureuse, court métrage de Céline Nieszawer : la fille à la mode
- 2003 : Toutes les filles sont folles de Pascale Pouzadoux : Chloé
- 2004 : Noces rouges, court métrage de Sonia Janin[5]
- 2006 : EXs, court métrage de Benoît Pétré[6]
- 2006 : Un an de Laurent Boulanger : Louise
- 2013 : Essorage, court métrage de Fabrice Dautcourt : Clémence
- 2015 : Parisiennes de Slony Sow : Julie
- 2017 : Ôtez-moi d'un doute de Carine Tardieu : la directrice d'exploitation
- 2018 : Pupille de Jeanne Herry : la responsable du service maternité

### Télévision

#### Téléfilms et rôles non récurrents dans une série
- 1994 : Placé en garde à vue, épisode Incognito réalisé par Marco Pauly
- 1994 : Les Maîtresses de mon mari de Christiane Leherissey
- 1995 : Une femme dans mon cœur de Gérard Marx : Emmanuelle
- 1996 : La Dame du cirque d'Igaal Niddam : Isabelle
- 1996 : Un chantage en or d'Hugues de Laugardière : Sophie Valette
- 1996 : Les Bœuf-carottes, épisode Sonia réalisé par Peter Kassovitz : Sonia
- 1996 : Papa est un mirage de Didier Grousset : Caroline
- 1997 : La Disgrâce de Dominique Baron : Alice Martineau
- 1997 : L'Amour dans le désordre d'Élisabeth Rappeneau : Camille
- 1997 : L'Enfant perdu de Christian Faure : Odile
- 1998 : Vertiges, épisode La Spirale réalisé par Miguel Courtois : Fabienne
- 2000 : Le Coup du lapin de Didier Grousset : Sophie de la Hénerie
- 2000 : Vertiges, épisode Le Piège réalisé par Christian François : Anna
- 2001 : Les Déracinés  de Jacques Renard : Jeanine Seban
- 2003 : L'Île maudite de Rémy Burkel : Sandra
- 2003 : Eaux troubles de Luc Béraud : Clara Ceccaldi
- 2004 : Petits Mythes urbains, épisode Die Hasen réalisé par Michel Kammoun et Stéphane Gateau : Carol
- 2005 : À la poursuite de l'amour de Laurence Katrian : Léna
- 2005 : Ma meilleure amie d'Élisabeth Rappeneau : Alice
- 2006 : Beau Masque de Peter Kassovitz : Pierrette Amable
- 2006 : C'est arrivé dans l'escalier de Luc Béraud : Isabelle Perrin
- 2006 : Sarah Bernhardt : Une étoile en plein jour de Laurent Jaoui : Justine
- 2006 : Madame est dans l'escalier de Luc Béraud[7]
- 2007 : Le monde est petit de Régis Musset : Audrey
- 2009 : Les Tricheurs, épisode Les Témoins réalisé par Benoît d'Aubert : Sandra
- 2008 : Enquêtes réservées, épisode La Voix dans la nuit réalisé par Benoît d'Aubert : Sylvia Braun
- 2009 : Les Amants de l'ombre de Philippe Niang : Louise Venturi
- 2010 : Vidocq, épisode Le Masque et la Plume  réalisé par Alain Choquart : Dolorès
- 2011 : Camping Paradis, épisode Ça décoiffe au camping réalisé par François Guérin : Brigitte
- 2012 : True Love de Joseph Cahill : Daphné
- 2012 : Quand les poules auront des dents... de Bertrand Van Effenterre : Alicia Nejrabi
- 2013 : Dangereuses retrouvailles de Jérôme Debusschère : Esthelle Lesueur
- 2014 : La Permission de Philippe Niang : Justine
- 2017 : Caïn, épisode À revers réalisé par Bénédicte Delmas : Mélanie Manoukian
- 2017 : Sigmaringen, le dernier refuge de Serge Moati :Jacqueline Marchand[8]
- 2019 : On va s'aimer un peu, beaucoup..., épisode Federico  réalisé par Julien Zidi : Céline Jauffrin
- 2024 : Meurtres à Meaux d'Adeline Darraux : Isabelle Guercher

#### Séries télévisées et mini-séries: rôles récurrents
- 1998 : Marseille, mini-série de Didier Albert : Françoise Favier
- 1998 - 2002 : Avocats et Associés, série créée par Valérie Guignabodet et Alain Krief, épisodes 1 à 40 : Me Caroline Varennes
- 2003 : Un été de canicule, mini-série réalisée par Sébastien Grall : Marine
- 2011 : Empreintes criminelles, série créée par Stéphane Drouet, Olivier Marvaud et Lionel Olenga : Léa Perlova
- 2019 - en cours : Demain nous appartient, série créée par Frédéric Chansel, Laure de Colbert, Nicolas Durand-Zouky, Éline Le Fur, Fabienne Lesieur et Jean-Marc Taba, (à partir de l'épisode 487) : Aurore Jacob
- 2025 : Le Remplaçant (saison 3) : Victoire Dollet, la CPE

## Théâtre
- 1989 : La ménagerie de verre de Tennessee Williams, mise en scène  Louis Guillaume
- 1995 : Le Rouge et le Noir d'après Stendhal, mise en scène Virgil Tanase, Théâtre du Lucernaire
- 1997 : Le Libertin d’Éric-Emmanuel Schmitt, mise en scène Bernard Murat, Théâtre Montparnasse
- 2002 : La Part du lion de Wladimir Yordanoff, mise en scène en espace Jacques Rosner, Festival NAVA Abbaye de Saint-Hilaire
- 2004 : La Clairière de Jacques-Pierre Amette, mise en scène en espace Jacques Rosner, Limoux
- 2008 : Une souris verte d'après Douglas Carter Beane, mise en scène Jean-Luc Revol, Théâtre Tristan-Bernard
- 2011 : Revue d’un monde en vrac de et mise en scène Stéphanie Tesson, Théâtre 13
- 2013 : Un homme trop facile d'Éric-Emmanuel Schmitt, mise en scène Christophe Lidon, Théâtre de la Gaîté Montparnasse
- 2013 : L'île de Venus de Gilles Costaz, mise en scène Thierry Harcourt, Festival Off d'Avignon
- 2013 : A la guerre comme à la guerre de Jean-Marie Besset et Régis Martrin Donos, mise en scène Gilbert Désveaux, tournée
- 2014 : 3 sœurs + 1 de Anton Tchekhov, mise en scène Thierry Harcourt, Ciné 13 Théâtre
- 2015 : Les vœux du cœur de Bill C. Davis, mise en scène Anne Bourgeois, Théâtre La Bruyère
- 2015 : La légèreté française de Nicolas Bréhal, mise en scène Chantal Bronner, Grand Palais
- 2016 : Comme elles inspirent de Raphaële Moussafir, mise en scène Noémie Elbaz, Ciné 13 Théâtre
- 2019 : Sept morts sur ordonnance de Georges Conchon, mise en scène Anne Bourgeois, théâtre Hébertot
- 2023  : Créanciers d'August Strindberg, mise en scène de Philippe Calvario, Théâtre de L'épée de Bois[9]

## Livres audios
- 2006 : Stella d'Anaïs Nin, coll. La Bibliothèque des voix, éditions des femmes-Antoinette Fouque, Paris  (EAN 332-8140020724)
- 2017 : La Dame au petit chien, suivie de La fiancée d'Anton Tchekhov, traduction française Edouard Parayre et Lily Denis, coll. La Bibliothèque des voix, éditions des femmes-Antoinette Fouque, Paris  (EAN 332-8140022063) et  (EAN 332-8140022247)

## Distinctions

### Récompenses
- 2006 : Coup de cœur de l'Académie Charles Cros pour la lecture du livre audio Stella d'Anaïs Nin, à la Bibliothèque des voix[3].
- 2018 : Prix du Public, catégorie Littérature classique, décerné par l'association La Plume de Paon, pour la lecture du livre audio La Dame au petit chien, suivie de La fiancée d'Anton Tchekhov, à la Bibliothèque des voix[4].